# Carl Jacob Waldemar von Schmettow
Carl Jacob Waldemar rigsgreve von Schmettow (25. december 1744 – 21. april 1821 på gården Rotvold ved Trondhjem) var en dansk-norsk officer.
Han var søn af general, rigsgreve Woldemar Hermann von Schmettau. Han trådte tidligt ind i den danske hær, uden dog at gøre tjeneste ved sit regiment, nemlig livregimentet kyrasserer, før 1764, og blev da samme år udnævnt til premierløjtnant. Allerede året efter blev han kaptajnløjtnant ved Livgarden til Fods, men gik umiddelbart derefter en tid i fransk og 1769 i russisk tjeneste, hvorfra han 1770 fik afsked som oberst. 1774 blev han dansk oberst og chef for sjællandske regiment til fods, blev 1776 forsat til Norge som chef for 3. trondhjemske regiment og fik ved den norske hærs omorganisation 1789 2. trondhjemske regiment. Imidlertid var Schmettau 1787 udnævnt til generalmajor og havde under felttoget i Båhus Len 1788 ført 2. feltbrigade; 1802 blev han generalløjtnant og 1806 Ridder af Dannebrog. Under krigen med Sverige 1808-09 kommanderede han en brigade, der dækkede grænsen mod Jämtland, men deltog dog ikke i toget til Frøsøen 1809. Efter general Georg Frederik von Krogh blev Schmettow i 1814 kommanderende general nordenfjelds og samme år virkelig general.
I dette års begivenheder tog han aktiv del som regentens, senere den valgte konge Christian Frederiks, underhandler med de svenske myndigheder, specielt feltmarskal grev Hans Henric von Essen. I denne utaknemmelige rolle pådrog Schmettow sig grevens uvenskab og derigjennem kronprins Carl Johans uvilje, og denne forøgedes end yderligere ved, at Schmettow senere i meget energiske udtryk ved en offentlig kundgørelse betydede den svenske oberst Eck, da han mod den afsluttede konvention i Moss ville forlægge sine tropper ind over den norske grænse nordenfjælds, at han, Schmettow, i så fald ville møde Eck og hindre dette med de samme tropper, der kæmpede med svenskerne ved Lier og Marstrand. Vistnok blev oberst Eck desavoueret, men samtidig udtalte kronprinsen sin misnøje med Schmettows forhold og udtryk. Siden betragtedes Schmettow som "ildesindet", og da grev von Essen efter foreningen blev statholder i Norge, bestyrkede han kronprinsen i denne mening og lod sig det være magtpåliggende, at Schmettow erholdt sin afsked, før hans bebudede ansøgning derom indkom. Afskeden, som han fik i februar 1815, er da også dateret nogle dage før ansøgningen. Schmettow døde på sin gård Rotvold ved Trondhjem 21. april 1821.
Nævnte gård ligesom også gården Arildsløkken og Mostadmarkens Jernværk samt en af de største bygårde i Trondhjem fik han med sin hustru, Stinchen Anna Catharina f. Møllmann (1757-1820), datter af lagmand, titulær stiftamtmand Hans Ulrich Møllmann og Gudlov f. Hveding. Schmettow besad en livlig ånd og mange interesser; han var en sand fader for sit regiment og tog sig med særlig omhu af sine officerers ve og vel; hans projekter var utallige, både på det militære felt og som jorddrot; de omfattede ligesåvel udbredelse af have- og kartoffeldyrkning som modeller for militære lejrhytter og indførelse af krigshunde i bevogtningstjenesten; han var kendt for sin hidsighed og forfængelighed, men også for sin gæstfrihed, hjælpsomhed og rundhåndethed.